# Volodîmîreț, Ucraina
Volodîmîreț (în ucraineană Володимирець) este așezarea de tip urban de reședință a raionului Volodîmîreț din regiunea Rivne, Ucraina. În afara localității principale, nu cuprinde și alte sate.

## Demografie
Componența lingvistică a așezării de tip urban Volodîmîreț
     Ucraineană (99,21%)
     Alte limbi (0,77%)
Conform recensământului din 2001, majoritatea populației așezării de tip urban Volodîmîreț era vorbitoare de ucraineană (99,21%), existând în minoritate și vorbitori de alte limbi.

## Personalități născute aici
- Max Kidruk (n. 1984), scriitor.